# Флорам Парк (Њу Џерзи)
Флорам Парк (енгл. Florham Park) град је у америчкој савезној држави Њу Џерзи.

## Демографија
По попису из 2010. године број становника је 11.696, што је 2.839 (32,1%) становника више него 2000. године.
| Група             | 2000.         | 2010.         |
| Белци             | 8.182 (92,4%) | 9.664 (82,6%) |
| Афроамериканци    | 88 (1,0%)     | 509 (4,4%)    |
| Азијати           | 343 (3,9%)    | 745 (6,4%)    |
| Хиспаноамериканци | 190 (2,1%)    | 594 (5,1%)    |
| Укупно            | 8.857         | 11.696        |